# Roger Van Mechelen
Roger Van Mechelen is een personage uit de televisiereeks Hallo België!. Van Mechelen werd gespeeld door Frank Aendenboom en is een van de oorspronkelijke personages sinds 2003.

## Personage
Mijnheer Roger Van Mechelen is de grote directeur van brouwerij Rovan Pils. Hij woont in de grootste villa van Brasschaat. Zijn interieur is degelijk en gezellig, maar ook ouderwets en conservatief, maar dat ziet hijzelf zo niet. Hij is weduwnaar en heeft één dochter, Charlotte Van Mechelen, die hij ‘Charlie’ noemt. Door zijn huishoudster Marta Snoeck wordt hij ‘Mijnheer Roger’ genoemd en door de mannen van de brouwerij en zijn schoonzoon ‘Mijnheer Van Mechelen’. Zijn zakenrelaties mogen hem gewoon ‘Roger’ noemen. Mijnheer Van Mechelen staat bekend als een autoritaire en conservatieve man, op de brouwerij durft niemand hem tegenspreken, bij hem thuis daarentegen.
Tijdens een van haar reizen om de wereld, brengt zijn dochter Charlotte Julien Van Praet, een Limburger, mee van bij de aboriginals uit Australië. Roger heeft het niet op Limburgers begrepen omdat hij net in die provincie zijn bier niet verkocht krijgt, ‘die hebben niet de minste cultuur’ en ‘ze kennen geen fluit van bier’. In de eerste aflevering probeert Roger een deal te sluiten met de Amerikanen om zijn bier in Amerika te kunnen verkopen. Door toedoen van Julien was de zaak van zijn leven bijna in het water gevallen, door zijn alternatief gezeik. ‘door de egoïstische houding tegenover de natuur leven we heel snel naar de eindtijd, we zullen met een natuurramp te maken krijgen, én een milieucrisis, die deze keer catastrofaal zal zijn.’ Ook het feit dat Julien de lievelingsacteur van Roger, John Wayne, heeft uitgemaakt voor imperialistische zak zal daar ook wel toe doen. Meestal eindigt dit met een kwade Roger en het proberen wurgen van Julien op de sofa, meestal tegenhouden door Charlotte en Marta.

## Jeugd
Roger Van Mechelen zat samen op school met de homoseksuele binnenhuisarchitect Jean-Pierre Lafloche, ‘Flochke’, die een zaak heeft op de Louisalaan of de Avenue Louise in Brussel. Roger werd altijd Robbedoes genoemd door zijn vrienden, en het was een echte Robbedoes, zoals Flochke getuigde: ‘Wat hij niet allemaal dierf uitsteken! Zijn geliefkoosde spelleke was te doen of hij een ‘iel laank klaan faan windeke’ liet en hij kon dat zo goed dat het precies echt was. En hij keek dan met zo'n uitgestreken gezicht naar Floche en de meester dacht natuurlijk dat Flochke dat gedaan had en die moest dan buiten gaan staan op de koude gang, en hij was al zo een fragiele.' Ze deden alles samen, ze zaten samen op dezelfde school, in dezelfde klas, ze sliepen op dezelfde kamer bij bosklassen, ze deden samen sport, vooral balspelen. Gaf Roger een paar ballen en hij amuseerde zich een hele dag. Dit laatste werd door Ko verkeerd geïnterpreteerd en die dacht dat Roger homo was en die twee samen waren.

## Zakenleven
Roger Van Mechelen is de directeur of de grote baas van de Rovan Pils-brouwerij in Brasschaat. Hij is al van zijn veertiende jaar op de brouwerij gaan werken. Studeren heeft er bij hem nooit in gezeten, volgens zijn dochter Charlotte die dat van de ‘bomma’ hoorde. Daarop verdedigde hij zich met de woorden ‘de bomma was een heel vergeetachtig mens. Zie maar eens hoe ver ik het gebracht heb, en wat ik heb verdiend. En hoeveel mannekes van de universiteit staan er nu niet aan de dop?’.

## Privéleven
Hij is weduwnaar. Zijn vrouw is gestorven toen Charlie drie jaar was. Van haar hangt er een groot en mooi portret in de woonkamer van zijn huis. Daarna was hij een tijdje verliefd op Renée, een gedistingeerde dame met klasse uit Oostende die in de import van schaal- en schelpdieren doet. Zij is de enige in de hele Benelux die dat doet. Maar omdat ze ook uit Helchteren-Zolder uit het verre Limburg afkomstig is, net zoals Julien, brak hij met haar. Momenteel telt voor Roger alleen zijn professioneel zakenleven, waarin hij een reputatie geniet van een moeilijk en norse man. Een echt privéleven heeft hij niet, behalve af en toe op café gaan, een biljareke doen. De succesvolle en rijke bierbrouwer uit Brasschaat heeft geen leven na de brouwerij, tenzij hij weer chaotische toestanden meemaakt met zijn dochter, kuisvrouw, schoonzoon en Nederlandse buren.

## Politiek
In één aflevering gaat hij zich met de plaatselijke politiek bemoeien. Hij sticht een extreem rechtse partij: Rechtvaardig Rechts. Roger wil graag burgemeester worden. Hij heeft geen programma, omdat hij vindt dat een man met zijn populariteit en directeursfuncitie geen programma nodig heeft. Zijn tegenstanders van Dwars, de linkse partij onder leiding van Gwendoline Kriekemans probeert met op alle mogelijke manieren ‘dwars te liggen’. Wanneer zij ontslag neemt wordt ze opgevolgd door Julien Van Praet, de schoonzoon van Mijnheer Roger. Hij en zijn linkse partij vinden Roger niet democratisch en rechtvaardig en Julien zegt rechtuit dat hij de vloer zal aanvegen met zijn kapitalistische, racistische, conservatieve en reactionaire beleid. Deze politieke kwestie begint met een affiche-oorlog tussen de rivaliserende partijen en eindigt met hoogoplopende spanningen tijdens het televisiedebat. Na hun onderlinge ruzies krijgen ze beide geen enkele stem, alleen Roger heeft op zichzelf gestemd. Julien, die vindt dat een serieuze en integere politicus niet op zichzelf stemt, stemt zelf niet op zichzelf. Volgens Roger is er maar één serieuze zot die niet op zichzelf stemt: Julien Van Praet.

## Uiterlijk
- snor
- grijs haar, kaal bovenaan
- Meestal in een chic zwart pak
- af en toe vrijetijdskledij

## Catchphrases
- Wa!
- Charlie (tegen Charlotte)
- De zingende zaag (tegen Julien)
- MAAAAARTAAAAAAAAAA (tegen Marta als er iets aan de hand is)